# Пастини (Кјети)
Пастини (итал. Pastini) је насеље у Италији у округу Кјети, региону Абруцо.
Према процени из 2011. у насељу је живело 46 становника. Насеље се налази на надморској висини од 517 м.